# Godefroy Brossais-Saint-Marc
Godefroy Brossais-Saint-Marc (ur. 5 lutego 1803 w Rennes, zm. 26 lutego 1878 tamże) – francuski duchowny katolicki, kardynał, pierwszy arcybiskup Rennes.

## Życiorys
Święcenia kapłańskie przyjął 2 kwietnia 1831. 12 lipca 1841 został wybrany biskupem Rennes. Sakrę biskupią otrzymał 10 sierpnia 1841 z rąk biskupa Claude-Louis de Lesquena (współkonsekratorami byli biskupi Jean-Baptiste Bouvier i Jean-François de Hercé). 3 stycznia 1859 Diecezja Rennes została podniesiona do rangi archidiecezji metropolitalnej. Od tej pory Godefroy Brossais-Saint-Marc sprawował urząd metropolity Rennes.
17 września 1875 Pius IX wyniósł go do godności kardynalskiej z tytułem prezbitera S. Mariae de Victoria. Nie brał udziału w konklawe wybierającym Leona XIII.